# Scot Symon
James Scotland Symon (Errol, 9 maggio 1911 – 30 aprile 1985) è stato un calciatore e allenatore di calcio scozzese, di ruolo attaccante.

## Carriera
Ala sinistra, gioca per Dundee United, Portsmouth e Rangers, vincendo due titoli scozzesi (1939 e 1947) con quest'ultima società. Era un buon giocatore, dotato di un ottimo tackle difensivo, potendo giocare anche nel ruolo di mezzala.
Appesi gli scarpini al chiodo inizia la carriera da allenatore cominciando dalla Scozia: dopo l'East Fife, allena il Preston North End per una sola stagione prima di ritornare a Glasgow, nuovamente ai Rangers. Terzo allenatore della storia della squadra, in tredici anni vince sei campionati, cinque coppe nazionali e quattro coppe di lega, centrando una storica tripletta nel 1964. Ultimo manager dei Rangers «della vecchia scuola», poiché dopo di lui gli allenatori avrebbe seguito direttamente in campo gli allenamenti della squadra svolgendoli assieme a loro nella classica tuta da ginnastica, venne licenziato a inizio stagione nel novembre 1967, dopo aver rifiutato una mossa dirigenziale al fine di fargli svolgere il ruolo di direttore tecnico dei Rangers affidando a una persona più giovane la gestione della società. In seguito, diviene il direttore tecnico al Dumbarton e allena per un paio d'anni il Partick Thistle prima di ritirarsi. Durante la sua carriera da manager, ha disputato oltre 1000 partite ufficiali.

## Statistiche da allenatore

### Club
In grassetto le competizioni vinte.
| Stagione               | Squadra                | Campionato             | Campionato | Campionato | Campionato | Campionato | Coppe nazionali | Coppe nazionali | Coppe nazionali | Coppe nazionali | Coppe nazionali | Coppe continentali | Coppe continentali | Coppe continentali | Coppe continentali | Coppe continentali | Altre coppe | Altre coppe | Altre coppe | Altre coppe | Altre coppe | Totale | Totale | Totale | Totale | Vittorie % | Piazzamento      |
| Stagione               | Squadra                | Comp                   | G          | V          | N          | P          | Comp            | G               | V               | N               | P               | Comp               | G                  | V                  | N                  | P                  | Comp        | G           | V           | N           | P           | G      | V      | N      | P      | %          | Piazzamento      |
| ---------------------- | ---------------------- | ---------------------- | ---------- | ---------- | ---------- | ---------- | --------------- | --------------- | --------------- | --------------- | --------------- | ------------------ | ------------------ | ------------------ | ------------------ | ------------------ | ----------- | ----------- | ----------- | ----------- | ----------- | ------ | ------ | ------ | ------ | ---------- | ---------------- |
| 1947-1948              | East Fife              | SDT                    | 30         | 25         | 3          | 2          | SC              | 4               | 3               | 0               | 1               | -                  | -                  | -                  | -                  | -                  | SLC         | 10          | 7           | 2           | 1           | 44     | 35     | 5      | 4      | 79,55      | 1º               |
| 1948-1949              | East Fife              | SDA                    | 30         | 16         | 3          | 11         | SC              | 4               | 3               | 0               | 1               | -                  | -                  | -                  | -                  | -                  | SLC         | 7           | 5           | 0           | 2           | 41     | 24     | 3      | 14     | 58,54      | 4º               |
| 1949-1950              | East Fife              | SDA                    | 30         | 15         | 7          | 8          | SC              | 5               | 4               | 0               | 1               | -                  | -                  | -                  | -                  | -                  | SLC         | 10          | 9           | 1           | 0           | 45     | 28     | 8      | 9      | 62,22      | 4º               |
| 1950-1951              | East Fife              | SDA                    | 30         | 10         | 8          | 12         | SC              | 2               | 1               | 0               | 1               | -                  | -                  | -                  | -                  | -                  | SLC         | 6           | 1           | 3           | 2           | 38     | 12     | 11     | 15     | 31,58      | 10º              |
| 1951-1952              | East Fife              | SDA                    | 30         | 17         | 3          | 10         | SC              | 2               | 1               | 0               | 1               | -                  | -                  | -                  | -                  | -                  | SLC         | 6           | 3           | 1           | 2           | 38     | 21     | 4      | 13     | 55,26      | 3º               |
| 1952-1953              | East Fife              | SDA                    | 30         | 16         | 7          | 7          | SC              | 2               | 1               | 0               | 1               | -                  | -                  | -                  | -                  | -                  | SLC         | 6           | 3           | 1           | 2           | 38     | 20     | 8      | 10     | 52,63      | 3º               |
| Totale East Fife       | Totale East Fife       | Totale East Fife       | 180        | 99         | 31         | 50         |                 | 19              | 13              | 0               | 6               |                    | -                  | -                  | -                  | -                  |             | 45          | 30          | 8           | 7           | 244    | 142    | 39     | 63     | 58,20      |                  |
| 1953-1954              | Preston N.E.           | FD                     | 42         | 19         | 5          | 18         | FACup           | 8               | 5               | 2               | 1               | -                  | -                  | -                  | -                  | -                  | -           | -           | -           | -           | -           | 50     | 24     | 7      | 19     | 48,00      | 11º              |
| 1954-1955              | Rangers                | SDA                    | 30         | 19         | 3          | 8          | SC              | 3               | 1               | 1               | 1               | -                  | -                  | -                  | -                  | -                  | SLC         | 8           | 4           | 2           | 2           | 41     | 24     | 6      | 11     | 58,54      | 3º               |
| 1955-1956              | Rangers                | SDO                    | 34         | 22         | 8          | 4          | SC              | 3               | 2               | 0               | 1               | -                  | -                  | -                  | -                  | -                  | SLC         | 9           | 7           | 0           | 2           | 46     | 31     | 8      | 7      | 67,39      | 1º               |
| 1956-1957              | Rangers                | SDO                    | 34         | 26         | 3          | 5          | SC              | 3               | 1               | 1               | 1               | CC                 | 3                  | 1                  | 0                  | 2                  | SLC         | 6           | 4           | 1           | 1           | 46     | 32     | 5      | 9      | 69,57      | 1º               |
| 1957-1958              | Rangers                | SDO                    | 34         | 22         | 5          | 7          | SC              | 6               | 4               | 1               | 1               | CC                 | 4                  | 1                  | 0                  | 3                  | SLC         | 10          | 6           | 0           | 4           | 54     | 33     | 6      | 15     | 61,11      | 2º               |
| 1958-1959              | Rangers                | SDO                    | 34         | 21         | 8          | 5          | SC              | 3               | 2               | 0               | 1               | -                  | -                  | -                  | -                  | -                  | SLC         | 6           | 3           | 1           | 2           | 43     | 26     | 9      | 8      | 60,47      | 1º               |
| 1959-1960              | Rangers                | SDO                    | 34         | 17         | 8          | 9          | SC              | 7               | 6               | 1               | 0               | CC                 | 9                  | 5                  | 1                  | 3                  | SLC         | 6           | 4           | 0           | 2           | 56     | 32     | 10     | 14     | 57,14      | 3º               |
| 1960-1961              | Rangers                | SDO                    | 34         | 23         | 5          | 6          | SC              | 3               | 1               | 1               | 1               | CdC                | 8                  | 4                  | 1                  | 3                  | SLC         | 10          | 8           | 0           | 2           | 55     | 36     | 7      | 12     | 65,45      | 1º               |
| 1961-1962              | Rangers                | SDO                    | 34         | 22         | 7          | 5          | SC              | 7               | 6               | 1               | 0               | CC                 | 6                  | 5                  | 0                  | 1                  | SLC         | 11          | 9           | 2           | 0           | 58     | 42     | 10     | 6      | 72,41      | 2º               |
| 1962-1963              | Rangers                | SDO                    | 34         | 25         | 7          | 2          | SC              | 7               | 5               | 2               | 0               | CdC                | 4                  | 1                  | 0                  | 3                  | SLC         | 9           | 5           | 2           | 2           | 54     | 36     | 11     | 8      | 66,67      | 1º               |
| 1963-1964              | Rangers                | SDO                    | 34         | 25         | 5          | 4          | SC              | 6               | 6               | 0               | 0               | CC                 | 2                  | 0                  | 0                  | 2                  | SLC         | 10          | 8           | 2           | 0           | 52     | 39     | 7      | 6      | 75,00      | 1º               |
| 1964-1965              | Rangers                | SDO                    | 34         | 18         | 8          | 8          | SC              | 3               | 2               | 0               | 1               | CC                 | 7                  | 5                  | 0                  | 2                  | SLC         | 10          | 8           | 2           | 0           | 54     | 33     | 10     | 11     | 61,11      | 5º               |
| 1965-1966              | Rangers                | SDO                    | 34         | 25         | 5          | 4          | SC              | 7               | 5               | 2               | 0               | -                  | -                  | -                  | -                  | -                  | SLC         | 10          | 7           | 0           | 3           | 39     | 26     | 9      | 4      | 66,67      | 2º               |
| 1966-1967              | Rangers                | SDO                    | 34         | 24         | 7          | 3          | SC              | 1               | 0               | 0               | 1               | CdC                | 9                  | 5                  | 2                  | 2                  | SLC         | 11          | 5           | 4           | 2           | 55     | 34     | 13     | 8      | 61,82      | 2º               |
| lug.-ott. 1967         | Rangers                | SDO                    | 6          | 3          | 1          | 2          | SC              | 0               | 0               | 0               | 0               | CdF                | 2                  | 1                  | 1                  | 0                  | SLC         | 6           | 3           | 2           | 1           | 14     | 7      | 4      | 3      | 50,00      | dimissionario    |
| Totale Glasgow Rangers | Totale Glasgow Rangers | Totale Glasgow Rangers | 444        | 292        | 80         | 72         |                 | 59              | 41              | 10              | 8               |                    | 54                 | 28                 | 5                  | 21                 |             | 122         | 81          | 18          | 23          | 679    | 442    | 113    | 124    | 65,10      |                  |
| 1968-1969              | Partick Thistle        | SDO                    | 34         | 9          | 10         | 15         | SC              | 2               | 0               | 1               | 1               | -                  | -                  | -                  | -                  | -                  | SLC         | 6           | 2           | 0           | 4           | 42     | 11     | 11     | 20     | 26,19      | 14º              |
| 1969-1970              | Partick Thistle        | SDO                    | 34         | 5          | 7          | 22         | SC              | 1               | 0               | 0               | 1               | -                  | -                  | -                  | -                  | -                  | SLC         | 6           | 0           | 0           | 6           | 41     | 5      | 7      | 29     | 12,20      | 18º, retrocesso. |
| Totale Partick Thistle | Totale Partick Thistle | Totale Partick Thistle | 68         | 14         | 17         | 37         |                 | 3               | 0               | 1               | 2               |                    | -                  | -                  | -                  | -                  |             | 12          | 2           | 0           | 10          | 83     | 16     | 18     | 49     | 19,28      |                  |
| Totale carriera        | Totale carriera        | Totale carriera        | 734        | 424        | 133        | 177        |                 | 89              | 59              | 13              | 17              |                    | 54                 | 28                 | 5                  | 21                 |             | 179         | 113         | 26          | 40          | 1 042  | 617    | 173    | 252    | 59,21      |                  |

## Palmarès

### Giocatore

#### Competizioni nazionali
- Campionato scozzese: 2

Rangers: 1938-1939, 1946-1947

### Allenatore

#### Competizioni nazionali
- Scottish Division Two: 1

East Fife: 1947-1948
- Scottish League Cup: 6  (record condiviso con Walter Smith e Jock Stein)

East Fife: 1947-1948, 1949-1950
Rangers: 1960-1961, 1961-1962, 1963-1964, 1964-1965
- Campionato scozzese: 6

Rangers: 1955-1956, 1956-1957, 1958-1959, 1960-1961, 1962-1963, 1963-1964
- Coppa di Scozia: 5

Rangers: 1959-1960, 1961-1962, 1962-1963, 1963-1964, 1965-1966